# Coppa Latina 2004 (hockey su pista)
La Coppa Latina 2004 è stata la 22ª edizione dell'omonima competizione europea di hockey su pista riservata alle squadre nazionali. Il torneo ha avuto luogo dal 10 al 22 aprile 2004.
La vittoria finale è andata alla nazionale della Spagna che si è aggiudicata il torneo per l'ottava volta nella sua storia.

## Formula
La Coppa Latina 2004 vede la partecipazione delle nazionali della Francia, dell'Italia, del Portogallo e della Germania. La manifestazione fu organizzata con la formula delle final four con semifinali e finali ad eliminazione diretta.

## Risultati

### Semifinali
| Guimarães 10 aprile 2004 | Portogallo | 11 – 0 | Francia |  |

| Guimarães 10 aprile 2004 | Italia | 1 – 4 | Spagna |  |

### Finale 3º/4º posto
| Guimarães 11 aprile 2004 | Francia | 1 – 2 | Italia |  |

### Finale 1º/2º posto
| Guimarães 11 aprile 2004 | Portogallo | 2 – 3 | Spagna |  |